# Bataille de Waghäusel
Révolution de Bade
La bataille de Waghäusel (également batailles de Waghäusel et Wiesental) a lieu le 21 juin 1849 à Waghäusel dans le nord de la Bade, situé entre Mannheim et Karlsruhe. Dans la bataille, l'armée révolutionnaire de Bade et les troupes prussiennes se font face. C'est l'une des batailles décisives de la révolution de Bade et se termine après les premiers succès de l'armée révolutionnaire avec sa fuite désordonnée.

## Contexte
Lorsque les puissances hégémoniques, la Prusse et l'Autriche, rejettent la constitution de l'église Saint-Paul de Francfort, la troisième révolution (Révolution badoise) éclate en Bade. La nouveauté de ce soulèvement est que presque toute l'armée badoise est passée du côté des révolutionnaires insurgés. À l'exception de la majeure partie du corps des officiers, qui reste fidèle au grand-duc, l'armée révolutionnaire peut compter sur la majeure partie de l'artillerie, de l'infanterie et de la cavalerie badoises. En résumé, les insurgés badois disposent d'une armée d'environ 45 000 soldats, de plus la forteresse de Rastatt (de) et ses réserves complètes d'armes et de munitions tombent entre les mains des insurgés. Les postes d'officiers sont occupés par des sous-officiers engagés, ce qui pose naturellement des problèmes : l'armée révolutionnaire manque avant tout de chefs militaires expérimentés et compétents. En outre, seuls 40 à 50 canons de campagne sont opérationnels. Le commandant de l'armée révolutionnaire est le futur général américain Franz Sigel. Après sa blessure en juin 1849, il est remplacé par le général Ludwik Mierosławski. Ses adversaires sont des formations de Prusse, de Bavière, de Hesse et de Nassau. Ils disposent de trois corps d'armée avec environ 70 000 hommes et 126 pièces d'artillerie. Début juin, les premiers combats ont lieu en Hesse, au cours desquels les troupes révolutionnaires infligent des pertes considérables à leurs adversaires.
Afin de réprimer l'insurrection du Palatinat et de Bade pour le compte de la Confédération germanique, la Prusse a mis sur pied en mai 1849 deux corps d'armée improvisés sous le commandement suprême du prince de Prusse. Le commandement du premier des deux corps est assuré par Moritz von Hirschfeld, son chef d'état-major est le lieutenant-colonel Albrecht von Roon.
Entre le 11 et le 18 juin, le corps d'armée de Hirschfeld occupe "méthodiquement et prudemment" le Palatinat à partir du nord et de l'ouest, ce qui comprend le dégagement de la forteresse de Landau, tenue par des officiers fidèles à la Bavière, le 18 juin. Après les batailles de Hombourg, Kirchheimbolanden, Dürkheim, Ludwigshafen et Rinnthal (de), les troupes révolutionnaires palatines organisées par Daniel Fenner von Fenneberg (de) se replient sur l'armée insurgée badoise dans la région du Neckar. Celle-ci s'oppose à Mannheim et Heidelberg au deuxième corps prussien sous les ordres de Karl von der Groeben (de) et au corps fédéral sous les ordres d'Eduard von Peucker.
À leur grande surprise, Hirschfeld ne les attaque pas par le flanc, mais passe le Rhin à Germersheim le 20 juin, se trouvant ainsi dans leur dos. Son corps d'armée s'approche de Bruchsal lorsque la force principale de l'armée badoise sous les ordres de Ludwik Mierosławski  attaque l'avant-garde de son aile gauche. C'est ainsi que s'est déroule la bataille de Waghäusel le 21.

## La bataille de Waghäusel

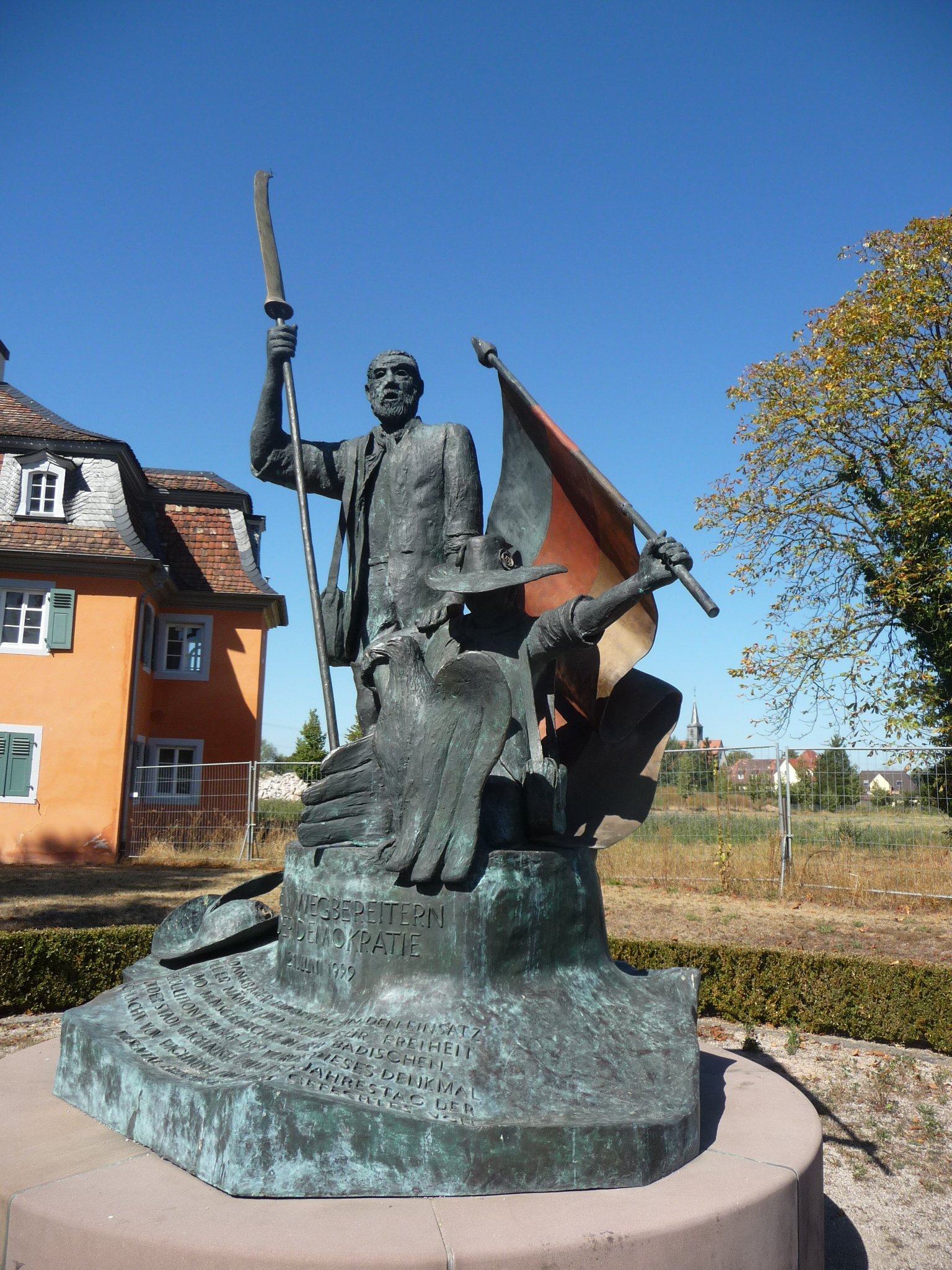
Monument aux révolutionnaires badois à l'Ermitage.

Après le passage du Rhin par les Prussiens, les troupes révolutionnaires reçoivent certes l'ordre de rejeter la tête de pont prussienne sur le Rhin, mais les troupes badoises restent en retrait ou abandonnent même d'autres positions sur la rive droite du Rhin sans combattre. C'est ainsi que les Prussiens doivent être écrasés par les troupes badoises lors d'une bataille décisive à Waghäusel. Les troupes révolutionnaires affrontent l'ennemi près de l'église mariale de pèlerinage, sur le site de la sucrerie. Supérieures en nombre, les troupes révolutionnaires remportent une victoire sur les envahisseurs prussiens, qui se retirent alors. Cependant, la poursuite qui s'ensuit est interrompue trop tôt par les troupes badoises. Lorsque d'autres troupes d'invasion traversent le Rhin et surprennent l'armée badoise, les révolutionnaires sont menacés d'encerclement. La retraite est d'autant plus difficile pour Mieroslawski qu'il pensait ne pas être confronté à Moritz von Hirschfeld, mais à son frère Alexander Adolf von Hirschfeld. Ses actions contre les insurgés polonais sous le commandement de Mieroslawsk lui ont valu la désignation de général Shrapnel dans le journal radical-démocrate Neue Rheinische Zeitung en 1848. Depuis, Mieroslawski voit en Alexander Adolf von Hirschfeld son "ennemi mortel" et veut se venger de lui à Waghäusel. La confusion entre Moritz et Adolf Alexander se retrouve également dans la littérature récente.

## Conséquences de la bataille
Grâce à des marches d'urgence, l'encerclement par les Prussiens peut être évité à la dernière minute. On tente alors d'établir une nouvelle ligne de défense sur la Murg. Mais comme les effectifs ont fondu à 20 000 hommes et que les désertions et l'indiscipline augmentent de manière exponentielle, la faible ligne de la Murg doit être abandonnée le 30 juin face à la supériorité numérique de 60 000 Prussiens. L'armée révolutionnaire badoise ne peut plus opposer de résistance cohérente. Les restes se retirent en Suisse lors de combats isolés. La forteresse de Rastatt (de) résiste encore trois semaines avant de se rendre à la supériorité prussienne face à une situation désespérée le 23 juillet 1849.